# Протоген
Протоген (др.-греч. Πρωτογένης; лат. Protogenes; ок. 373/375 — 297/299 годы до н. э.) — древнегреческий художник, мастер живописи и скульптор; современник и друг живописца Апеллеса. Расцвет деятельности Протогена приходится на 323—303 годы до н. э.

## Жизнеописание
Родился в Кавне (Кария). Относительно его семьи нет сведений. Ещё в молодости переселился на остров Родос. Там он приобрёл общегреческую славу, уступая лишь Апеллесу. Получал много заказов не только на Родосе, но и из Македонии и Афин. В основном ему делали заказы или правительства эллинистических государств, или цари. Протоген был мастером колористики, прекрасно делал фресковую живопись. К сожалению, ни одна работа Протогена не сохранилась до настоящего времени. После захвата Родоса римлянами большинство работ Протогена было перевезено в Рим, где они и погибли. Согласно «Суде» (энциклопедическому словарю на греческом языке составленному в Византии во второй половине X века) написал сочинение в двух книгах «Об искусстве живописи и схемах», которое не сохранилось. 
В скульптуре Протоген имел меньше достижений, в основном работал с бронзой.

## Произведения
Живопись и портреты:
- Парал и Гаммон.
- Кидиппа.
- Тлеполем.
- Пан
- Портрет Александра Македонского.
- Портрет Антигона I Одноглазого.
- Портрет матери Аристотеля.
- Портрет поэта и леса
- Фесмофории.
- Портрет Ялиса
- Отдыхающий Сатир

Скульптура:

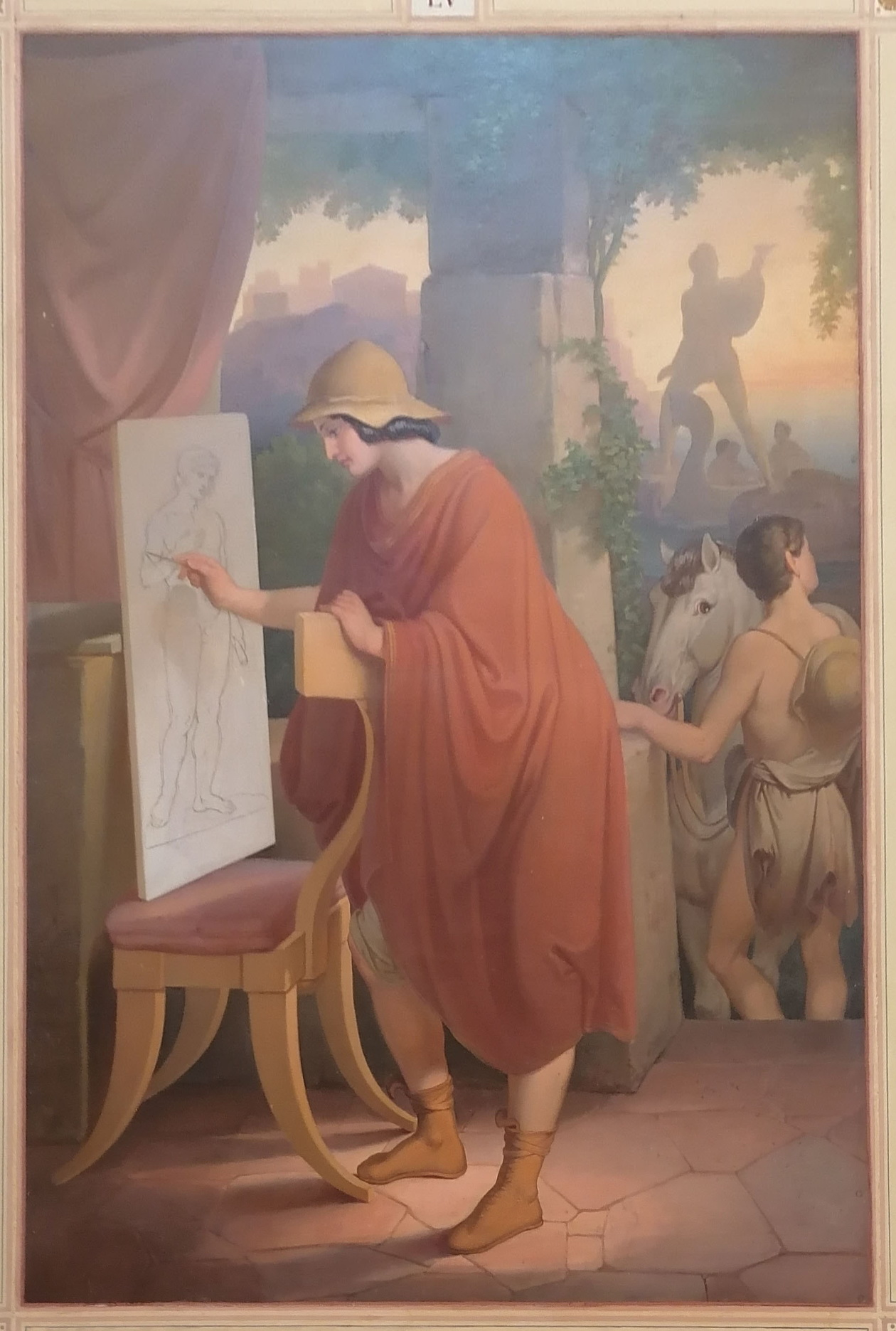
Апеллес, зайдя к живописцу Протогену и не застав его на месте, проводит свою линию на начатой Протогеном картине. Плиний приводит историю в подробностях: «Славный то произошел случай у него с Протогеном. Тот жил в Родосе, и когда Апеллес прибыл туда страстно желая познакомиться с его произведениями, знакомого ему только по слухам, то тотчас же направился в его мастерскую. Самого его не было, но одна старуха сторожила огромную доску на станке, подготовленную для картины. Она ответила, что Протоген вышел, и спросила, как передать, кто его спрашивал. „Вот кто“, — ответил Апеллес и, схватив кисть, провёл по доске краской тончайшую линию». Протоген, вернувшись, увидел линию Апеллеса, провёл поверх неё свою ещё более тонкую линию. Апеллес, снова зайдя к Протогену увидел это и поверх линии Протогена провёл свою «не оставив больше места для тонкости». Встретившись, художники решили оставить «эту доску для потомства, всем, но в особенности художникам, на диво»

- Статуя атлетов (несколько вариантов).
- Вооруженная фигара (в разных ракурсах)
- Человек во время жертвоприношения (несколько вариантов)
- Охотник (несколько вариантов).